# Вечерний лабиринт
«Вечерний лабиринт» — советская эксцентрическая сатирическая кинокомедия 1980 года.

## Сюжет
Шеф (Владимир Басов) и его подчинённый Алексеев (Виктор Ильичёв) разработали аттракцион — железобетонный лабиринт с «расчётным временем блуждания» 3 часа 18 минут и с поучительными надписями в тупиках. Приехав в областной центр, чтобы «протолкнуть» свой проект у начальника «Главаттракциона», и поселившись в разных местах — Алексеев у родственников, а начальник — в гостинице (которая сама стала для них «вечерним лабиринтом»), они переживают множество комичных ситуаций и нелепых приключений. Типичная советская гостиница поставлена «на уши», но в итоге каждый получил, то что искал.

## В главных ролях
- Владимир Басов — шеф
- Виктор Ильичёв — Алексеев Николай Потапович
- Татьяна Васильева — секретарша Элеонора Васильевна
- Александр Лазарев — начальник
- Валентина Талызина — Анна Анатольевна, дежурная по 4-му этажу
- Николай Парфёнов — гардеробщик

## В ролях
- Татьяна Новицкая — певица в ресторане
- Александр Пашутин — официант
- Георгий Светлани — лифтёр (озвучил Георгий Милляр)
- Михаил Кокшенов — Федя, швейцар
- Лев Поляков — метрдотель
- Галина Семёнова — виолончелистка из  № 915
- Анатолий Обухов — постоялец, выходящий из лифта

В эпизодах
- Елена Вольская — дежурная по 9-му этажу
- Вадим Захарченко — сосед номера из № 414
- В. Исаев — грузчик белья
- Раднэр Муратов — грузчик белья
- В. Тюремнов
- Валентина Ушакова — посетительница ресторана (нет в титрах)
- Александра Данилова — уборщица на этаже (нет в титрах)

## Съёмочная группа
- автор сценария — Георгий Николаев
- режиссёр-постановщик — Борис Бушмелёв
- оператор-постановщик — Марк Дятлов
- художник-постановщик — Элеонора Немечек
- композитор — Георгий Гаранян
- звукооператор — И. Стулова
- дирижёр — Георгий Гаранян
- текст песен Георгия Николаева
- режиссёр — Л. Прилуцкая
- оператор — С. Кублановский
- монтаж — Э. Тобак
- грим И. Киреевой
- костюмы М. квятковской
- комбинированные съёмки:

оператор — Г. Шимкович
художник — О. Нефёдова
- редактор —  Л. Королёва
- директор картины — Валерий Мальков

## Технические данные
- Фильм снят на плёнке Шосткинского химкомбината «Свема»
- Широкий экран
- Цветной
- 2048,4 метра
- 75 минут